# BNXT Supercup
De BNXT Supercup is een jaarlijkse supercup die gespeeld wordt tussen de nationale kampioenen van de Belgische en Nederlandse competitie het seizoen eerder. De eerste supercup werd gespeeld op 11 september 2021 tussen BC Oostende en Zorg en Zekerheid Leiden.

## Edities
| Jaar | Belgisch kampioen  | Uitslag            | Nederlands kampioen      | Hal                 | Plaats             |
| ---- | ------------------ | ------------------ | ------------------------ | ------------------- | ------------------ |
| 2021 | BC Oostende        | 90–68              | Zorg en Zekerheid Leiden | Maaspoort Den Bosch | 's-Hertogenbosch   |
| 2022 | BC Oostende        | 90–82              | Heroes Den Bosch         | COREtec Dôme        | Oostende           |
| 2023 | BC Oostende        | 89–59              | Zorg en Zekerheid Leiden | Vijf Meihal         | Leiden             |
| 2024 | Geen BNXT Supercup | Geen BNXT Supercup | Geen BNXT Supercup       | Geen BNXT Supercup  | Geen BNXT Supercup |
| 2025 | BC Oostende        | –                  | Heroes Den Bosch         | COREtec Dôme        | Oostende           |

## Statistieken

### Prestaties
| Club                     | Winnaar | Finalist | Jaren gewonnen   | Jaren finalist |
| ------------------------ | ------- | -------- | ---------------- | -------------- |
| BC Oostende              | 3       | 0        | 2021, 2022, 2023 |                |
| Zorg en Zekerheid Leiden | 0       | 2        |                  | 2021, 2023     |
| Heroes Den Bosch         | 0       | 1        |                  | 2022           |

### Topscorers
| Jaar | Speler                | Team                     | Punten |
| ---- | --------------------- | ------------------------ | ------ |
| 2021 | Jhonathan Dunn        | Zorg en Zekerheid Leiden | 22     |
| 2022 | Breein Tyree          | BC Oostende              | 35     |
| 2023 | Pierre-Antoine Gillet | BC Oostende              | 21     |
| 2025 |                       |                          |        |

2021 · 2022 · 2023